# Belmonte de Campos
Belmonte de Campos település Spanyolországban, Palencia tartományban. Belmonte de Campos Medina de Rioseco, Villanueva de San Mancio, Tamariz de Campos, Castil de Vela és Meneses de Campos községekkel határos. Lakosainak száma 30 fő (2024).

## Népesség
A település népessége az elmúlt években az alábbi módon változott:
| Lakosok száma | 41   | 34   | 37   | 35   | 32   | 29   | 32   | 30   | 32   | 30   |
|               | 2001 | 2004 | 2007 | 2009 | 2012 | 2014 | 2017 | 2019 | 2022 | 2024 |